# Conseil régional du Languedoc-Roussillon
Cet article concerne le conseil régional de l'ancienne région Languedoc-Roussillon supprimé à compter du 1er janvier 2016. Pour l'assemblée qui lui succède, voir Conseil régional d'Occitanie.
Conseil régional d'Occitanie
Hôtel de région
Le conseil régional du Languedoc-Roussillon est l'assemblée délibérante de la région française de Languedoc-Roussillon jusqu'au 31 décembre 2015, à la suite de l'incorporation de la région avec le Midi-Pyrénées afin de former la nouvelle région Occitanie.
Il comprend 43 membres et siège à l'hôtel de région situé à Montpellier, l'édifice réalisé en 1988 par Ricardo Bofill, domine le Lez (depuis sa rive gauche) et la place de l'Europe dans la continuité du quartier Antigone.
Son dernier président est Damien Alary (PS), élu le 29 septembre 2014.

## Présidents du conseil régional
- Francis Vals (5 janvier - † 26 juin 1974)
- Edgar Tailhades (24 septembre 1974 - 2 mai 1983)
- Robert Capdeville (2 mai 1983 - 21 mars 1986)
- Jacques Blanc (21 mars 1986 - 2 avril 2004)
- Georges Frêche (2 avril 2004 - † 24 octobre 2010)
- Christian Bourquin (10 novembre 2010 - † 26 août 2014)
- Damien Alary (29 septembre 2014 - 31 décembre 2015)

## Composition

### 1986-1992
| Partis         | Partis         | Voix      | Voix   | Sièges | Sièges |
| Partis         | Partis         | #         | %      | #      | %      |
| -------------- | -------------- | --------- | ------ | ------ | ------ |
|                | PS             | 335 433   | 31,11  | 31     | 47,69  |
|                | PCF            | 159 022   | 14,75  | 31     | 47,69  |
|                | UDF-RPR        | 132 982   | 12,33  | 26     | 40,00  |
|                | UDF            | 125 298   | 11,62  | 26     | 40,00  |
|                | RPR            | 115 690   | 10,73  | 26     | 40,00  |
|                | DVD            | 43 856    | 4,07   | 26     | 40,00  |
|                | FN             | 141 790   | 13,15  | 8      | 12,31  |
|                | LV             | 12 947    | 1,20   |        |        |
|                | LO             | 4 110     | 0,38   |        |        |
|                | Divers         | 7 165     | 0,66   |        |        |
|                |                |           |        |        |        |
| Inscrits       | Inscrits       | 1 403 899 | 100,00 | 65     | 65     |
| Abstentions    | Abstentions    | 276 686   | 19,71  |        |        |
| Votants        | Votants        | 1 127 213 | 80,29  |        |        |
| Blancs et nuls | Blancs et nuls | 48 920    | 4,34   |        |        |
| Exprimés       | Exprimés       | 1 078 293 | 95,66  |        |        |

| Par Parti | Par Parti | Par Parti | Par Bloc       | Par Bloc |
| Parti     | Parti     | Sièges    | Bloc           | Sièges   |
| --------- | --------- | --------- | -------------- | -------- |
|           | PCF       | 9         | Gauche         | 31       |
|           | PS        | 21        | Gauche         | 31       |
|           | MRG       | 1         | Gauche         | 31       |
|           | UDF       | 10        | Droite         | 26       |
|           | DVD       | 6         | Droite         | 26       |
|           | RPR       | 10        | Droite         | 26       |
|           | FN        | 8         | Extrême droite | 8        |

### 1992-1998
| Partis         | Partis         | Voix      | Voix   | Sièges | Sièges |
| Partis         | Partis         | #         | %      | #      | %      |
| -------------- | -------------- | --------- | ------ | ------ | ------ |
|                | UPF            | 188 423   | 19,22  | 24     | 35,29  |
|                | DVD            | 112 849   | 11,51  | 24     | 35,29  |
|                | PS-PCF         | 190 342   | 19,42  | 22     | 32,35  |
|                | DVG            | 27 022    | 2,76   | 22     | 32,35  |
|                | PCF            | 2 751     | 0,28   | 22     | 32,35  |
|                | FN             | 170 565   | 17,40  | 13     | 19,12  |
|                | EXG            | 110 877   | 11,31  |        |        |
|                | GÉ             | 71 666    | 7,31   | 4      | 5,88   |
|                | LV             | 54 427    | 5,55   | 3      | 4,41   |
|                | CPNT           | 44 044    | 4,49   | 1      | 1,47   |
|                | REG            | 7 356     | 0,75   |        |        |
|                |                |           |        |        |        |
| Inscrits       | Inscrits       | 1 477 137 | 100,00 | 68     | 68     |
| Abstentions    | Abstentions    | 446 557   | 30,23  |        |        |
| Votants        | Votants        | 1 030 580 | 69,77  |        |        |
| Blancs et nuls | Blancs et nuls | 50 258    | 4,88   |        |        |
| Exprimés       | Exprimés       | 980 322   | 95,12  |        |        |

| Par Parti | Par Parti | Par Parti | Par Bloc       | Par Bloc |
| Parti     | Parti     | Sièges    | Bloc           | Sièges   |
| --------- | --------- | --------- | -------------- | -------- |
|           | PCF       | 8         | Gauche         | 22       |
|           | PS-MRG    | 14        | Gauche         | 22       |
|           | LV        | 3         | Écologistes    | 7        |
|           | GÉ        | 4         | Écologistes    | 7        |
|           | CPNT      | 1         | CPNT           | 1        |
|           | UPF (UDF) | 11        | Droite         | 24       |
|           | DVD       | 1         | Droite         | 24       |
|           | UPF (RPR) | 12        | Droite         | 24       |
|           | FN        | 13        | Extrême droite | 13       |

### 1998-2004
| Partis         | Partis              | Voix      | Voix   | Sièges | Sièges |
| Partis         | Partis              | #         | %      | #      | %      |
| -------------- | ------------------- | --------- | ------ | ------ | ------ |
|                | PS                  | 161 697   | 17,15  | 31     | 46,27  |
|                | PS-PCF              | 115 272   | 12,23  | 31     | 46,27  |
|                | PCF-PRG-MDC-DVG-DVE | 74 958    | 7,95   | 31     | 46,27  |
|                | RPR-UDF             | 255 245   | 27,08  | 22     | 32,83  |
|                | RPR diss.-DVD       | 21 842    | 2,32   | 22     | 32,83  |
|                | FN                  | 164 512   | 17,45  | 13     | 19,40  |
|                | LV                  | 42 367    | 4,49   |        |        |
|                | CPNT                | 31 926    | 3,39   | 1      | 1,49   |
|                | DVD                 | 21 620    | 2,29   |        |        |
|                | LO                  | 14 118    | 1,50   |        |        |
|                | DVG                 | 11 286    | 1,20   |        |        |
|                | Femmes              | 7 685     | 0,82   |        |        |
|                | GÉ - DVE            | 4 662     | 0,49   |        |        |
|                | DVD                 | 4 535     | 0,48   |        |        |
|                | REG                 | 4 027     | 0,43   |        |        |
|                | Divers              | 3 579     | 0,38   |        |        |
|                | MDC                 | 3 402     | 0,36   |        |        |
|                |                     |           |        |        |        |
| Inscrits       | Inscrits            | 1 576 413 | 100,00 | 67     | 67     |
| Abstentions    | Abstentions         | 592 313   | 37,57  |        |        |
| Votants        | Votants             | 984 100   | 62,43  |        |        |
| Blancs et nuls | Blancs et nuls      | 41 367    | 4,20   |        |        |
| Exprimés       | Exprimés            | 942 733   | 95,80  |        |        |

| Par Parti | Par Parti | Par Parti | Par Bloc       | Par Bloc |
| Parti     | Parti     | Sièges    | Bloc           | Sièges   |
| --------- | --------- | --------- | -------------- | -------- |
|           | PCF       | 8         | Gauche         | 31       |
|           | MDC       | 1         | Gauche         | 31       |
|           | PS        | 20        | Gauche         | 31       |
|           | PRG       | 2         | Gauche         | 31       |
|           | CPNT      | 1         | CPNT           | 1        |
|           | UDF       | 10        | Droite         | 22       |
|           | DVD       | 1         | Droite         | 22       |
|           | RPR diss  | 1         | Droite         | 22       |
|           | RPR       | 10        | Droite         | 22       |
|           | FN        | 13        | Extrême droite | 13       |

### 2004-2010

#### Présidents des groupes politiques
- Groupe Socialistes et apparentés : Robert Navarro
- Groupe UMP: Jacques Blanc
- Groupe FN : Alain Jamet, de 1998 à 2010
- Groupe Communistes, Républicains et Citoyens : Jean-Louis Bousquet
- Groupe Écologistes et apparentés : Marie Meunier-Polge

| Tête de liste                                                                         | Tête de liste    | Liste          | Premier tour | Premier tour | Second tour | Second tour | Sièges | Sièges |
| Tête de liste                                                                         | Tête de liste    | Liste          | #            | %            | #           | %           | #      | %      |
| ------------------------------------------------------------------------------------- | ---------------- | -------------- | ------------ | ------------ | ----------- | ----------- | ------ | ------ |
|                                                                                       | Georges Frêche   | PS-PCF-LV      | 387 214      | 36,32        | 578 707     | 51,22       | 43     | 64,2   |
|                                                                                       | Jacques Blanc*   | UMP            | 258 287      | 24,23        | 374 130     | 33,11       | 16     | 23,9   |
|                                                                                       | Marc Dufour      | UDF**          | 60 822       | 5,71         | 374 130     | 33,11       | 16     | 23,9   |
|                                                                                       | Alain Jamet      | FN             | 183 031      | 17,17        | 177 074     | 15,67       | 8      | 11,9   |
|                                                                                       | Alain Esclopé    | CPNT           | 53 316       | 5,00         |             |             |        |        |
|                                                                                       | Georges Fandos   | Cap21          | 51 089       | 4,79         |             |             |        |        |
|                                                                                       | David Hermet     | LCR - LO       | 50 065       | 4,70         |             |             |        |        |
|                                                                                       | Christian Lacour | REG            | 13 538       | 1,27         |             |             |        |        |
|                                                                                       | Élizabeth Pascal | MNR            | 8 627        | 0,81         |             |             |        |        |
|                                                                                       |                  |                |              |              |             |             |        |        |
| Inscrits                                                                              | Inscrits         | Inscrits       | 1 697 434    | 100,00       | 1 698 326   | 100,00      | 67     | 67     |
| Abstentions                                                                           | Abstentions      | Abstentions    | 580 393      | 34,19        | 516 314     | 30,40       |        |        |
| Votants                                                                               | Votants          | Votants        | 1 117 041    | 65,81        | 1 182 012   | 69,60       |        |        |
| Blancs et nuls                                                                        | Blancs et nuls   | Blancs et nuls | 51 052       | 4,57         | 52 101      | 4,41        |        |        |
| Exprimés                                                                              | Exprimés         | Exprimés       | 1 065 989    | 95,43        | 1 129 911   | 95,59       |        |        |
| * Liste du président sortant ** L'UDF a refusé de fusionner avec l'UMP au second tour |                  |                |              |              |             |             |        |        |

| Par Parti | Par Parti | Par Parti | Par Bloc       | Par Bloc |
| Parti     | Parti     | Sièges    | Bloc           | Sièges   |
| --------- | --------- | --------- | -------------- | -------- |
|           | PCF       | 9         | Gauche         | 43       |
|           | MRC       | 1         | Gauche         | 43       |
|           | PS        | 23        | Gauche         | 43       |
|           | PRG       | 3         | Gauche         | 43       |
|           | LV        | 7         | Gauche         | 43       |
|           | UDF       | 4         | Droite         | 16       |
|           | UMP       | 12        | Droite         | 16       |
|           | FN        | 8         | Extrême droite | 8        |

### 2010-2015

#### Présidents des groupes politiques
- Groupe Socialistes et apparentés : Fabrice Verdier
- Groupe UMP, puis Les Républicains : Stéphan Rossignol
- Groupe FN : France Jamet
- Groupe Communistes, Républicains et Citoyens : Henry Garino
- Groupe Écologistes et apparentés : Yves Piétrasanta
- Groupe Union centriste : Jean-Jacques Pons
- Groupe des Radicaux de gauche : Frédéric Lopez

| Tête de liste                | Tête de liste        | Liste                                      | Premier tour | Premier tour | Second tour | Second tour | Sièges | Sièges |
| Tête de liste                | Tête de liste        | Liste                                      | #            | %            | #           | %           | #      | %      |
| ---------------------------- | -------------------- | ------------------------------------------ | ------------ | ------------ | ----------- | ----------- | ------ | ------ |
|                              | Georges Frêche*      | DVG - PRG - MRC - PS dissidents            | 304 810      | 34,28        | 493 210     | 54,19       | 44     | 65,67  |
|                              | Raymond Couderc      | Majorité présidentielle                    | 174 523      | 19,63        | 240 534     | 26,43       | 13     | 19,40  |
|                              | France Jamet         | FN                                         | 112 656      | 12,67        | 176 363     | 19,38       | 10     | 14,93  |
|                              | Jean-Louis Roumégas  | EÉ - Cap21                                 | 81 120       | 9,12         |             |             |        |        |
|                              | René Revol           | FG - NPA - Alternatifs - FASE - M'PEP - OC | 76 418       | 8,60         |             |             |        |        |
|                              | Hélène Mandroux      | PS                                         | 68 774       | 7,74         |             |             |        |        |
|                              | Patrice Drevet       | AEI                                        | 34 430       | 3,87         |             |             |        |        |
|                              | Christian Jeanjean   | CNI - PLD                                  | 18 017       | 2,03         |             |             |        |        |
|                              | Jean-Claude Martinez | PDF                                        | 6 607        | 0,74         |             |             |        |        |
|                              | Richard Roudier      | BI                                         | 6 086        | 0,68         |             |             |        |        |
|                              | Liberto Plana        | LO                                         | 5 622        | 0,63         |             |             |        |        |
|                              |                      |                                            |              |              |             |             |        |        |
| Inscrits                     | Inscrits             | Inscrits                                   | 1 852 959    | 100,00       | 1 853 043   | 100,00      | 67     | 67     |
| Abstention                   | Abstention           | Abstention                                 | 931 427      | 50,26        | 878 392     | 47,40       |        |        |
| Votants                      | Votants              | Votants                                    | 921 532      | 49,73        | 974 651     | 52,60       |        |        |
| Blancs et nuls               | Blancs et nuls       | Blancs et nuls                             | 32 469       | 3,52         | 64 544      | 6,62        |        |        |
| Exprimés                     | Exprimés             | Exprimés                                   | 889 063      | 96,48        | 910 107     | 93,38       |        |        |
| * Liste du président sortant |                      |                                            |              |              |             |             |        |        |

| Par Parti | Par Parti | Par Parti | Par Bloc       | Par Bloc |
| Parti     | Parti     | Sièges    | Bloc           | Sièges   |
| --------- | --------- | --------- | -------------- | -------- |
|           | PCF       | 4         | Gauche         | 44       |
|           | MRC       | 1         | Gauche         | 44       |
|           | PS        | 33        | Gauche         | 44       |
|           | PRG       | 3         | Gauche         | 44       |
|           | EELV      | 3         | Gauche         | 44       |
|           | NC        | 4         | Droite         | 13       |
|           | DVD       | 2         | Droite         | 13       |
|           | UMP       | 9         | Droite         | 13       |
|           | FN        | 10        | Extrême droite | 10       |

## Budget
En 2013 le budget a atteint 1,168 milliard d’€, en progression de +1,3 %. Les dépenses liées au fonctionnement de l’institution régionale (32,9 M€), au personnel (119,8 M€) et à la dette (61,2 M€) représentaient 18 %  du budget régional total (214 M€).

## Identité visuelle (logo)

Logo du conseil régional datant des années 1980
Logo du conseil régional de 1988 à juin 2004
Logo du conseil régional de juin 2004 à octobre 2005
Logo du conseil régional d'octobre 2005 à décembre 2015